# Newtown (Nouvelle-Galles du Sud)
Pour les articles homonymes, voir Newtown.
Newtown est une ville de la banlieue de Sydney en Nouvelle-Galles du Sud, en Australie.
Le club des Newtown Jets est l’équipe de rugby locale.
En 2014, le clip de la chanson A Sky Full of Stars, du groupe britannique Coldplay, y a été tourné.